# Pokémon Colosseum
Pokémon Colosseum är titeln på ett spel utvecklat av Genius Sonority avsett för GameCube.

## Handling
Pokémon Colosseum skiljer sig mycket från de tidigare RPG-spelen i pokémonserien på så sätt att man denna gång inte spelar som en pokémontränare med stora ambitioner, utan man tar istället rollen som en före detta Team Snagem-medlem i en helt ny värld kallad Orre.
Spelet börjar med en sekvens där man får se karaktären man spelar som, Wes, när han flyr från en exploderande byggnad tillhörande Team Snagem med sina två pokémon, Espeon och Umbreon. Han har stulit en maskin kallad Snag Machine från team Snagem som låter bäraren fånga andras pokémon.
Tillsammans med den rödhåriga flickan Rui ska man i detta spel fånga pokémon som fått sina hjärtan stängda, s.k. Shadow Pokémon (skuggpokémon) med hjälp av ens Snag Machine och åter rena deras hjärtan. För att få stopp på denna misshandel av pokémon ska spelaren också besegra de onda lagen Team Cipher och Team Snagem.